# Motloheloa Phooko
Motloheloa Phooko, né le 12 septembre 1939, est un homme politique lésothien. Le 1er septembre 2014, il affirme être le nouveau Premier ministre du Lesotho.